# Martin Abentung
Martin Abentung (Innsbruck, 27 maart 1981) is een Oostenrijkse rodelaar die meedoet aan internationale wedstrijden vanaf 1999. Hij won een zilveren medaille bij de gemixte teams op de wereldkampioenschappen rodelen in 2008. Zijn beste individuele prestatie was de tiende plaats bij de individuelen op hetzelfde toernooi.
In 2008 won hij bij de Europese Kampioenschappen in Cesana de zilveren medaille bij de gemixte teams. Zijn beste individuele prestatie daar was de vijfde plaats bij de individuelen.